# 里肯巴赫 (索洛圖恩州)
里肯巴赫是瑞士的城鎮，位於該國北部，由索洛圖恩州負責管轄，面積2.76平方公里，海拔高度429米，2012年人口882，四成半人口信奉羅馬天主教，人口密度每平方公里320人。

## 外部連結
- Official website （页面存档备份，存于） （德文）